# 담양 중정사지 마애상
담양 중정사지 마애상은 전라남도 담양군 수북면 궁산리에 있다. 2003년 6월 30일 담양군의 향토문화유산 제2-2호로 지정되었다.

## 개요
전라남도 담양군 수북면 궁산리 산기슭에 중정사지(中井寺址)라고 알려진 절터가 있는데 이 절터 암벽에 새겨진 마애불 두 기 중 하나로, 고려 말 이후에 조성된 것으로 여겨진다.마애불이 새겨진 암벽은 높이 약 20m, 폭 약 10m의 거대한 크기이며, 마애불은 높이 약 7m, 폭 약 3m에 이른다. 암벽에 얼굴과 어깨 및 몸통의 외곽선을 구획하여 여러 개의 선으로 인물 윤곽을 새겼다.